# Hele vejen (film)
 For alternative betydninger, se Hele vejen. (Se også artikler, som begynder med Hele vejen)
Hele vejen er en dansk action-thriller fra 2025, der er instrueret af Jahfar Muataz, som også har skrevet manuskriptet sammen med Babak Vakili. Den handler om den tidligere kriminelle Cairo, der må opsøge sit gamle miljø i Københavns brutale underverden, da hans nevø Hamza forsvinder sporløst.
Filmen var Muataz' debut som spillefilm-instruktør.
Flere anmeldere henledte opmærksomheden på, at filmen var det nyeste element i en hel selvstændig dansk undergenre om andengenerationsindvandrere i et bandemiljø, som startede med Erik Clausens Rami og Julie fra 1988 og blev fulgt op af Nicolas Winding Refns Pusher 1-3, Gå med fred Jamil, R, Nordvest, Underverden 1-2, Danmarks sønner og Shorta.

## Handling
Cairo er en tidligere kriminel, der nu arbejder som bandeexit-konsulent. Da hans unge nevø Hamza forsvinder sporløst, må han opsøge sit tidligere miljø og beder sin tidligere ven, bandelederen Saddam, om hjælp. Hvad der starter som en desperat eftersøgning, udvikler sig til en farlig rejse ind i Københavns brutale underverden. Samtidig med at Cairo forsøger at finde Hamza, må han konfrontere sine egne indre dæmoner, som han troede, han havde lagt bag sig.

## Medvirkende
- Afshin Firouzi som Cairo
- Albert Arthur Amiryan som Saddam, bandeleder
- Charlotte Fich som Vicky, Cairos chef
- Soheil Bavi som Isam
- Tarek Zayat som Hamza, Amirs søn og Cairos nevø
- Stephanie León som Cille, Cairos kæreste
- Rasmus Hammerich som Michael
- Arian Kashef som Amir, Cairos lillebror
- Kenneth M. Christensen som Anker
- Mohammad Dhia-Aldin som Anwar, narkohandler
- Mohammed Ismail Mohammed

## Modtagelse
I dagbladet Information mente Lone Nikolajsen, at filmen ikke var original i sine virkemidler, men at de var effektive til at skabe den rette stemning, og at filmen i det hele taget var gennemført æstetisk vellykket. Politikens anmelder Joakim Grundahl kaldte filmen fremragende, den bedste danske actionfilm i lang tid og den hidtil bedste film i den undergenre, der handlede om det danske bandemiljø. Han tildelte filmen fem hjerter ud af seks mulige. I Filmmagasinet Ekko gav Nicolas Barbano tilsvarende fem stjerner. Han beskrev også grundplottet om den tidligere kriminelle, der forsøger at starte på en frisk, men trækkes tilbage til sit gamle miljø, som nærmest fortærsket, men bemærkede, at djævelen lå i detaljerne, og udførelsen i denne film var veloplagt og engagerende, samtidig med at filmen var nuanceret og havde flere interessante kort gemt i ærmet, som berigede filmens tematik. Også Børsen gav filmen fem stjerner med ordene, at det var en højintens, rå og spændende actionthriller og en af de bedste og mest realistiske bandefilm, der nogensinde var lavet i Danmark. I Berlingske var anmelderen Sarah Iben Almbjerg mere forbeholden, syntes, at der skete for lidt og var for få sprækker ind bag facaden på de hårdkogte unge københavnere, og tildelte tre stjerner.